# Кокшеньгский стан
Кокшеньгский (Кокшенский) стан — историческое административно-территориальное образование в составе Важского уезда (по доекатерининскому делению) Русского царства. Образован вместе с Важским уездом по Уставной Важской грамоте Ивана Грозного от 21 марта 1552 года. В 1615 году преобразаван в Кокшеньгскую четверть (четь).
Кокшеньгский стан находился в юго-восточной части уезда на территории центральной и северо-западной частей нынешнего Тарногского района Вологодской области. Название получил по реке Кокшеньге. На юге и юго-востоке стан граничил с Тотемским уездом, на северо-востоке с Устюжским уездом, на западе и северо-западе с другими станами Важского уезда.

## История

### Предыстория
Кокшеньга - это часть исторической области Заволочье, известной с древнейших времён. Славяне селились в Заволочье с X века, но основным население оставались финно-угры. Территории "за волоком" впервые упомянуты в 1078 в связи с гибелью от рук чуди князя Глеба Святославича. В 1137 году новгородский князь Святослав Ольгович издаёт Устав, в котором перечисляет право новгородского митрополита получать «десятину». В документе перечисляются девятнадцать новгородских погостов «за волоком» по Сухоне, Ваге, Северной Двине и Онеге. Опорных пунктов на Кокшеньге среди них не названо. В договорной грамоте Новгорода с Ярославом Ярославичем 1264 года Заволочье впервые упомянуто как новгородская волость.
Славянское население Заволочья быстро росло после первого нападения монголо-татар на русские земли в XIII веке в связи с массовой стихийной миграцией из пограничных областей, подверженных регулярным нашествиям из степи. В 1393 году Кокшеньга упоминается как собственность новгородского рода Своеземцевых, изначально владевших землями по Ваге. В 1435 году впервые упоминаются названия отдельных местностей Кокшеньги — «у святого Федора», «на Заячьей реке», «в Хавденицах», «в Мадовеси», «у святого Спаса».

### Завоевание Кокшеньги московским государством
В марте 1452 года с военным походом на Кокшеньге в возрасте 12 лет побывал будущий царь Иван III с войском, выступив 1 января из Москвы против Дмитрия Шемяки:
«градкы их поимаша, а землю всю поплениша и в полон поведоша»
.
Это же событие описано под 1453 годом в Устюгском летописном своде. Именно в этой записи впервые упоминается Тарногский городок, построенный в числе других крепостей для обороны новгородских владений от военной угрозы с юга:
«А князь великий Иван с Ондреевых селищ и з Галищыны пошёл на Городишную, да на Сухону реку, да в Саленгу на Кокшенгу, воюючи, а город Кокшенскои взял, а кокшаров секл множество, а с Кокшенги на Вологду»
.
В 1466 году на Кокшеньгу совершили набег вятчане, к тому времени уже покорённые Василием II:
«Того же лета на зиме, великое говение, на пятой неделе, в среду вечер, в первое стояние вятчяня ратью прошли мимо Устюг на Кокшенгу, а сторожи не слыхали на городе. А шли по Сухоне реце вверх, а воеваша Кокшенгу, а назадъ шли Вагою въниз, а по Двине шли до Устюга»
.
В 1471 году в ходе московско-новгородской войны был организован ещё один поход на Кокшеньгу по указанию вологодского князя Андрея Меньшого во главе с воеводой Семёном Пешко Сабуровым. После битвы реке Шиленьге, прошедшей 27 июля того же года, по Коростынскому миру Кокшеньга перешла под контроль Русского государства.

### В составе Русского государства
В состав Русского государства Кокшеньга де-юре вошла в 1478 году вместе со всей Новгородской республикой. В составе Московского государства Кокшеньга находилась в ведении приказа Большого дворца.
С образованием Важского уезда в 1552 году в его составе было образовано семь станов, в том числе Кокшеньгский. Стан состоял из Илезской, Верхнекокшеньгской, Озерецкой, Ломбужской (Лондужской), Шевденицкой, Усть-Уфтюгской, Чуломацкой, Долговицкой, Ромашевской, Лохотской, Заборской, Поцкой, Верховской, Спасской, Минской, Заячерицкой, Ракульской, Кулойской и Усть-Кулойской волостей. Власть перешла от волостелей и тиунов к «выборным лучшим людям». В каждой волости была учреждена земская изба во главе с земским старостой, избираемым из числа зажиточных крестьян и торговых людей. Административным центром стана стал Ромашевский погост. В уезде, согласно Уставной грамоте, было учреждено самоуправление:
"...о всяких делех земских управа чинить по нашему Судебнику; а розбойные бы им дела делать и судить, обыскивая, и виноватых по обыску казнити, и с истцом с розбойники и в татиных делех и с костари и во всяких земских делех управа чинити безволокитно по нашему ж Судебнику"
.
В эту же эпоху Своеземцевы, перешедшие в подданство московского государя, стали зваться Едомскими (позднее — Едемскими) по реке Едьме.
В 1565 году Кокшеньга вместе с Важским уездом вошла в состав Опричнины. После смерти Ивана Грозного этим землями владел тогда ещё конюшенный боярин Борис Годунов «с правом суда и сбора податей», затем брат царя Дмитрий Шуйский, а после него — князь Дмитрий Трубецкой.

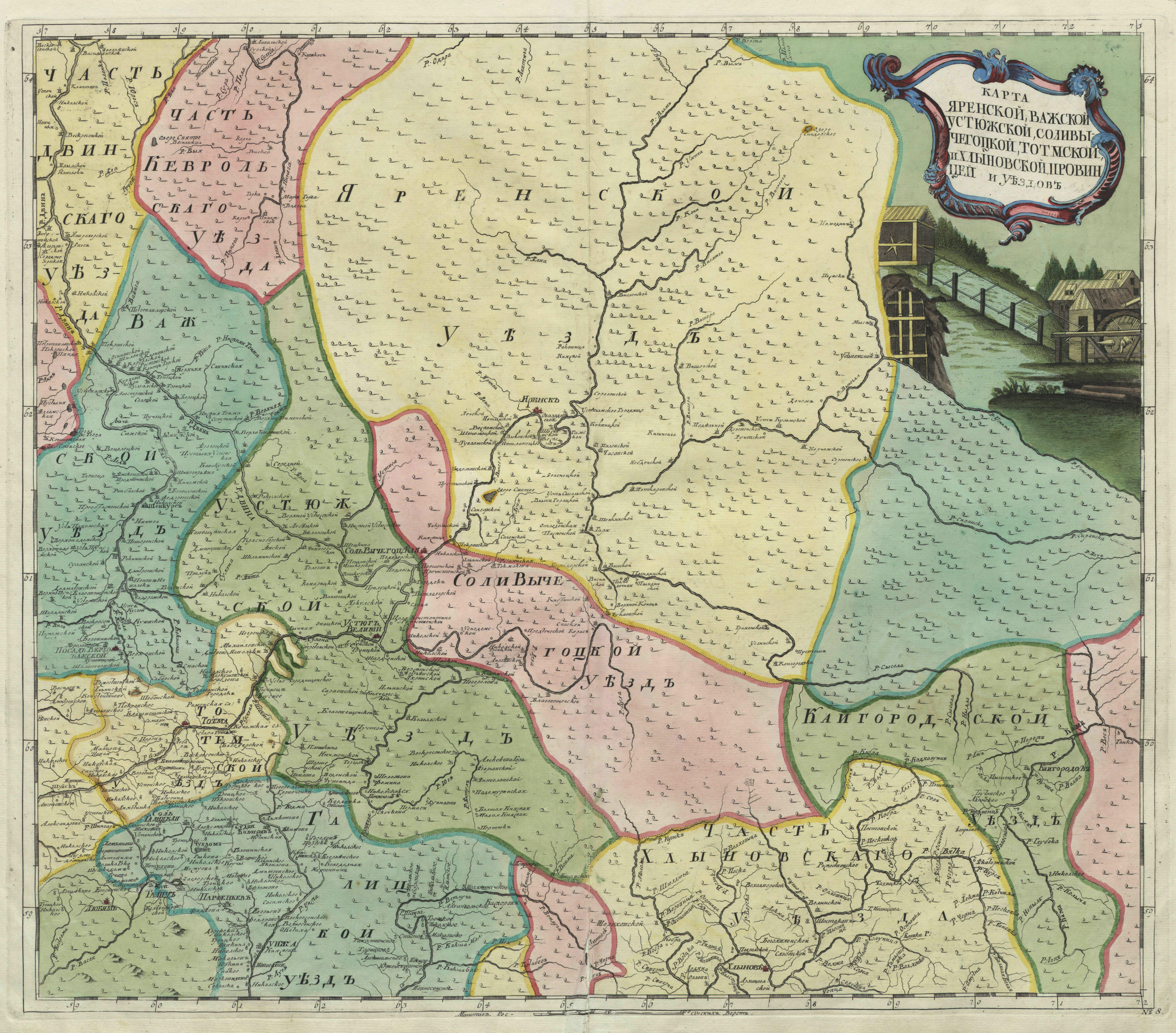
Восток Важского уезда Архангелогородской губернии в "Атласе Российском" 1745 года

В 1595 году был поставлен гостиный двор в Маркушевском монастыре на Кокшеньге, где функционировала ярмарка в Прокопьев день.
В 1613 году в царствование Михаила Романова Важский уезд вместо семи станов был разделён на четыре четверти (чети), в числе которых была и Кокшеньгская.
В 1615 (по другим данным, в 1613-м) году земли по Кокшеньге разорило польско-литовское ополчение (см. также в разделе "Православие на Кокшеньге"), предания о чём сохранялись в народной памяти до начала XX века. После этого Кокшеньга впервые подверглась переписи населения в составе всего Важского уезда: переписи проходили в 1616—1621, 1666, 1678 и 1681—1685 годах.
В 1659 году чети раздробили на станы. В составе Кокшеньгской их было три: Кулойский, Ромашевский и Спасский. В 1708 году в составе Важской доли четь вошла в Архангелогородскую губернию, в 1719 году в составе Важского дистрикта — в Двинскую провинцию.
В уезде в XVII в. господствовали средние земли, причем в конце столетия на Кокшеньге более четверги, в Подвинье более трети и в Верховажье почти две трети паши считалась доброй. Основной системой земледелия в уезде было трёхполье, хотя существенную роль играли подсека и перелог. Уезд имел сравнительно высокую урожайность зерновых культур.
В 1757 году Важская доля была разделена на две половины: Шенкурскую и Верховажскую. Кокшеньга отошла к Верховажской. В 1765 году в Важскую воеводскую канцелярию был завезен первые клубни картофеля, «которые в первый год разведены при самой канцелярии, потом посланы во все четверти для населения».
В 1780 году с образованием Вологодской провинции Кокшеньга стала её частью в составе Вельского уезда. После образования в 1796 году Вологодской губернии станы были преобразованы в приказы. В 1798 году Кокшеньга, состоявшая Спасского, Ромашевского и Верховского приказов, была передана в состав Тотемского уезда. По земской реформе 1870 года приказы были переименованы в волости.

## Население и демография
Когда будущий царь Иван III во главе войска в 1452 году прибыл на Кокшеньгу, она была охарактеризована как «плодородная».
В XVI-XVII веках население Кокшеньги делилось на сословия своеземцев, житьих людей и тяглых крестьян. Особые категории составляли жильцы городовые (жители Тарножского городка), гости (купцы), мастеровые (кузнецы, «плотные мастера») и люди подневольные.
По переписи 1680 года, в Кокшеньгской чети насчитывалось 4895 крестьян мужского пола. Они жили в 430 дворцовых, 16 монастырских и 3 церковных деревнях. В них числилось 1796 жилых и 196 пустых крестьянских дворов. По оценке краеведа Андрея Угрюмова, общая численность населения должна была составлять примерно 10 тысяч человек. Самыми населёнными деревнями были Милогорская на реке Лондушка (14 жилых дворов), Лаптевская на реке Кулой (13 дворов) и Терешинская Егра на реке Шебеньге (12 дворов) и Михайловская в Озерках (11 дворов).
По переписи населения 1710—1711 годов, в Кокшеньгской чети числилось 938 дворов. По оценке Угрюмова, всего на Кокшеньге на тот момент жило около 3,5 тысяч человек. Убыль населения связана с оттоком населения — в том числе, в Сибирь. Это было связано с резким ростом налогообложения в начале русско-шведской войны.
В 1798 году численность мужского населения на Кокшеньге составила 9003 человека, общая - около 19 тысяч. В 1832 году общая численность населения составляла 20244 человек, в 1850 — 22916, в 1881 — 28802, в 1903 — 34959.

## Православная церковь на Кокшеньге
Первым православным храмом на Кокшеньге была церковь Преображения Всемилостивого Спаса, упоминание о которой относится к 1435 году. Она дала имя местности под названием Спас, которую также делят на Нижний и Верхний. В 1440-х годах существовал монастырь святого Федора. Чудские капища в Кокшеньге русские поселенцы не уничтожали, а «крестили» их. Следы такого «крещения» видны на Тиуновском камне-алтаре, где поверх чудских петроглифов высечены христианские кресты.
В 1576 году был основан Маркушевский монастырь (Агапитова пустынь). После гибель основателя монастыря, святого Агапита, новый игумен в 1587 году совершил путешествие в Москву, где получил у владельца Кокшеньги Бориса Годунова грамоту об отводе Агапитовой пустыне «порожних земель»:
«… земли порожние, пустоши и лесу пашенного от Николы-деи чудотворца с Маркуши и Шебенской волости до Коржи реки четыре версты, да по Корже вниз на Тарнагу реку против Коржинского устья, за реку за Тарнагу да к озеру Семчинскому в дикой лес, да от Семчинского озера на Устюгскую дорогу, на Заднюю Токушку, от монастыря пять верст, да по Токушке вниз на Тарнагу реку, да по Тарнаге вверх в дикой лес, урочищ нет, да по Коржи вверх три версты от мосту от Шебенской дороги до Тарнаского верховья».
В 1615 году Агапитова пустынь «от литовских людей и от русских воров, от войны запустела и разорена до основанья», монахи которой вместе с другими обитателями монастыря «были повысичены, а достальные розбрелись врознь». К этому времени на монастырских землях починки: Нестеровский, Андреевский, Баклановский, Слободка — на реке Тарнога; на берегу Лондушки — левом притоке Тарноги располагались починки Милогорский, Криулинский, Кузнецовский, Черепановский, Черняковский. В 1620 году он был восстановлен. В середине XVIII века за монастырём числилось 290 душ крестьян.
В 1619 году была построена Спасская (Всехсвятская или Печенгская) пустынь. В 1657 году она купила близлежащую деревню Дурневская. В 1687 году Соловецкий монастырь уступил Печенгской пустыни деревню Комлевскую с соляным заводиком. В 1744 году пустынь имела 5 душ крестьян.
К 1678 году в Кокшеньгской четверти насчитывалось 37 деревянных храмов, 2 часовни и 16 колоколен. В 1762 году был воздвигнут храм Введения Богородицы в Ромашеве, с 1763 по 1807 числившийся в качестве собора, то есть, главной церкви Кокшеньги.
В 1764 году Екатерина II упразднила все четыре остававшихся к тому моменту монастыря в связи с секуляризацией церковных и монастырских земель. По некоторым данным, Спасская пустынь могла быть упразднена ранее. Крестьяне стали государственными.